# 马克士威奖章和奖
麦克斯韦奖章和奖（英語：Maxwell Medal and Prize）是英国物理学会每年颁发的主要奖项之一。 该奖项是为理论物理学的杰出贡献而作出的，旨在认识早期理论物理学家。以詹姆斯·克拉克·麦克斯韦命名，奖章由青铜制成，并附有1000英镑的奖金。

## 麦克斯韦奖章获得者
来源: [物理研究所] （页面存档备份，存于）
- 1962 阿卜杜勒·萨拉姆
- 1964 沃尔特·马歇尔（英语：Walter Marshall, Baron Marshall of Goring）
- 1966 理查德·达利兹
- 1968 罗杰·詹姆斯·埃利奥特（英语：Roger James Elliott） 和 肯尼斯·威廉·哈利·史蒂文斯
- 1970 理查德·约翰·伊登
- 1971 约翰·布莱恩·泰勒（英语：John Bryan Taylor）
- 1972 福尔克尔·海涅（英语：Volker Heine）
- 1973 戴维·索利斯
- 1974 塞缪尔·爱德华兹（英语：Sam Edwards (physicist)）
- 1975 安东尼·莱格特
- 1976 史蒂芬·威廉·霍金 - 牛津大学
- 1977 埃里克·杰克曼（英语：Eric Jakeman）
- 1978 迈克尔·贝里
- 1979 克里斯托弗·史密斯（英语：Christopher Llewellyn Smith）
- 1980 戴维·华莱士（英语：David Wallace (physicist)）
- 1981 约翰·科斯特利茨
- 1982 乔纳森·理查德·埃利斯（英语：John Ellis (physicist)） - 伦敦国王学院
- 1983 Alastair Douglas Bruce
- 1984 David William Bullett
- 1985 Alan John Bray 和 Allan Peter Young
- 1986 詹姆斯·宾尼（英语：James Binney）
- 1987 迈克尔·格林
- 1988 Robin C Ball
- 1989 马克·华纳
- 1990 乔治·埃夫斯塔希欧
- 1991 迈克尔·凯茨（英语：Michael Cates）
- 1992 尼尔·图罗克（英语：Neil Turok）
- 1993 John Feather Wheater
- 1994 斯蒂芬·马克·巴内特
- 1995 阿图尔·埃克特（英语：Artur Ekert）
- 1996 迈克尔·佩恩（英语：Mike Payne (physicist)）
- 1997 迈克尔·威廉金森 - 开放大学
- 1998 安德鲁·詹姆斯·费舍尔
- 1999 杰夫·福修 - 曼切斯特大学
- 2000 Andrew Steane - 牛津大学
- 2001 本杰明·西蒙斯（英语：Benjamin Simons） - 剑桥大学
- 2002 安德鲁·约翰·斯科菲尔德（英语：Andrew John Schofield） - 伯明翰大学
- 2003 Tchavdar Nikolov Todorov - 贝尔法斯特女王大学
- 2004 马丁·博多·普莱尼奥（英语：Martin Bodo Plenio） - 帝国理工学院
- 2005 克利福德·维克托·约翰逊（英语：Clifford Victor Johnson） - 南加州大学
- 2006 露丝·格雷戈里（英语：Ruth Gregory） - 达勒姆大学
- 2007 Nigel Cooper - 剑桥大学
- 2008 Sougato Bose - 伦敦大学学院
- 2009 Dmitry Skryabin - 巴斯大学
- 2010 Peter Haynes - 帝国理工学院
- 2011 Andrei Starinets - 牛津大学 圣约翰大学
- 2012 Meera Parish - 伦敦大学学院
- 2013 乔·邓克利（英语：Jo Dunkley） - 牛津大学
- 2014 伊戈尔·莱萨诺夫斯基 - 诺丁汉大学
- 2015 Clare Burrage - 诺丁汉大学
- 2016 亚历山德拉·奥拉亚-卡斯特罗（英语：Alexandra Olaya-Castro） - 伦敦大学学院
- 2017 馬爾欽·穆查·克魯欽斯基
- 2018 漢娜·普萊斯
- 2019 亞當·內厄姆
- 2020 柯特·馮·凱瑟林克
- 2021 巴托梅烏·蒙塞拉特
- 2022 凱蒂·克拉夫
- 2023 尼古拉斯·布吕克曼